# 히토쓰바시 대학
히토쓰바시 대학(일본어: 一橋大學,  영어: Hitotsubashi University)은 일본 도쿄도 구니타치에 본부를 둔 국립 대학교이다. 연구·교육의 목표는 일본 및 세계에 자유롭고 평화로운 정치사회·경제사회를 구축하는 데 필요한 지식을 창조하고 인재를 양성하는 것이다 . 리버럴한 학풍을 지닌 곳인데 이는 20세기 초반에 일본 정부에 의해 수 차례 도쿄제국대학(일본어: 東京帝國大學, 현 도쿄 대학)에 합병될 뻔하였지만 재학생과 동문 등의 강력한 반대로 독자적인 명맥을 잇게 된 역사 등에서 비롯된다.
일본 최초의 비즈니스 스쿨인 이 학교는, 일본 초대 문부대신을 지닌 모리 아리노리(일본어: 森有禮)가 1875년(메이지 8년)에 설립한 상업강습소(일본어: 商嶪講習所)로 시작했다. 이후 교명이 고등상업학교(일본어: 高等商嶪學校)와 도쿄고등상업학교(일본어: 東京高等商嶪學校), 도쿄상과대학(일본어: 東京商科大學) 등으로 바뀌면서 지금에 이르고 있다 . 이같은 학교의 역사로 인해 사회과학 분야, 특히 상경계열에서 세계적인 명성을 자랑한다.
이 학교의 정식 한국어 명칭은 '히토쓰바시대학교'이지만, 언론, 학계 등에서 '히토츠바시대학교'로 표기하는 경우가 많다.

## 개요 및 연혁
- 1875년 모리 아리노리(森有禮)가 상업강습소(商嶪講習所; Commercial Training School)를 설립
- 1884년 교명을 도쿄상업학교(東京商業學校; Tokyo Commercial School)로 개칭.
- 1885년 캠퍼스를 간다 히토쓰바시(神田一橋)로 이전.
- 1887년 교명을 고등상업학교(高等商嶪學校; Higher Commercial School)로 개칭.
- 1902년 교명을 도쿄고등상업학교(東京高等商嶪學校; Tokyo Higher Commercial School)로 개칭.

1913년(다이쇼 2)부터 이듬해에 걸쳐 일본 문부성이 도쿄고등상업학교를 도쿄제국대학 상업학과와 합병시켜 도쿄제국대학 상과대학으로서 재편하려고 했다. 도쿄제국대학 상업학과가 부진했기 때문이다. 하지만 두 학교의 의견이 서로 달라 무산되었다. 최종적으로는 단과대학의 설치를 가능하게 하는 1918(다이쇼 7)년의 대학령에 의해서 도쿄고상은 염원하던 단독대학 승격을 이루어 1920(다이쇼 9)년에 히토쓰바시 대학의 전신인 도쿄상과대학이 탄생하게 되었다.
- 1920년 도쿄상과대학(東京商科大學; Tokyo University of Commerce)으로 승격.
- 1923년 간토 대지진 피재. 구니타치시/고다이라시에 이전.
- 1949년 도쿄상과대학 캠퍼스명을 차용해 현재의 교명으로 개칭.

## 소재지
- 구니타치(國立) 캠퍼스: 도쿄도 구니타치시 나카 2-1(東京都国立市中2-1)
- 지요다(千代田；치요다) 캠퍼스: 도쿄도 지요다구 히토쓰바시 2-1-2(東京都千代田区一ツ橋2-1-2 学術総合センター)
- 고다이라 국제캠퍼스: 도쿄도 고다이라시 가쿠엔니시마치 1-29-1(東京都小平市学園西町1-29-1)

## 조직

### 학부
- 상학부
- 경제학부
- 법학부
- 사회학부
- 소셜데이터사이언스학부(SDS)

### 대학원
- 국제기업전략 연구과

- 상학 연구과
- 경제학 연구과
- 법학 연구과
- 사회학 연구과
- 언어사회 연구과
- 국제/공공정책 연구과

### 부속기관

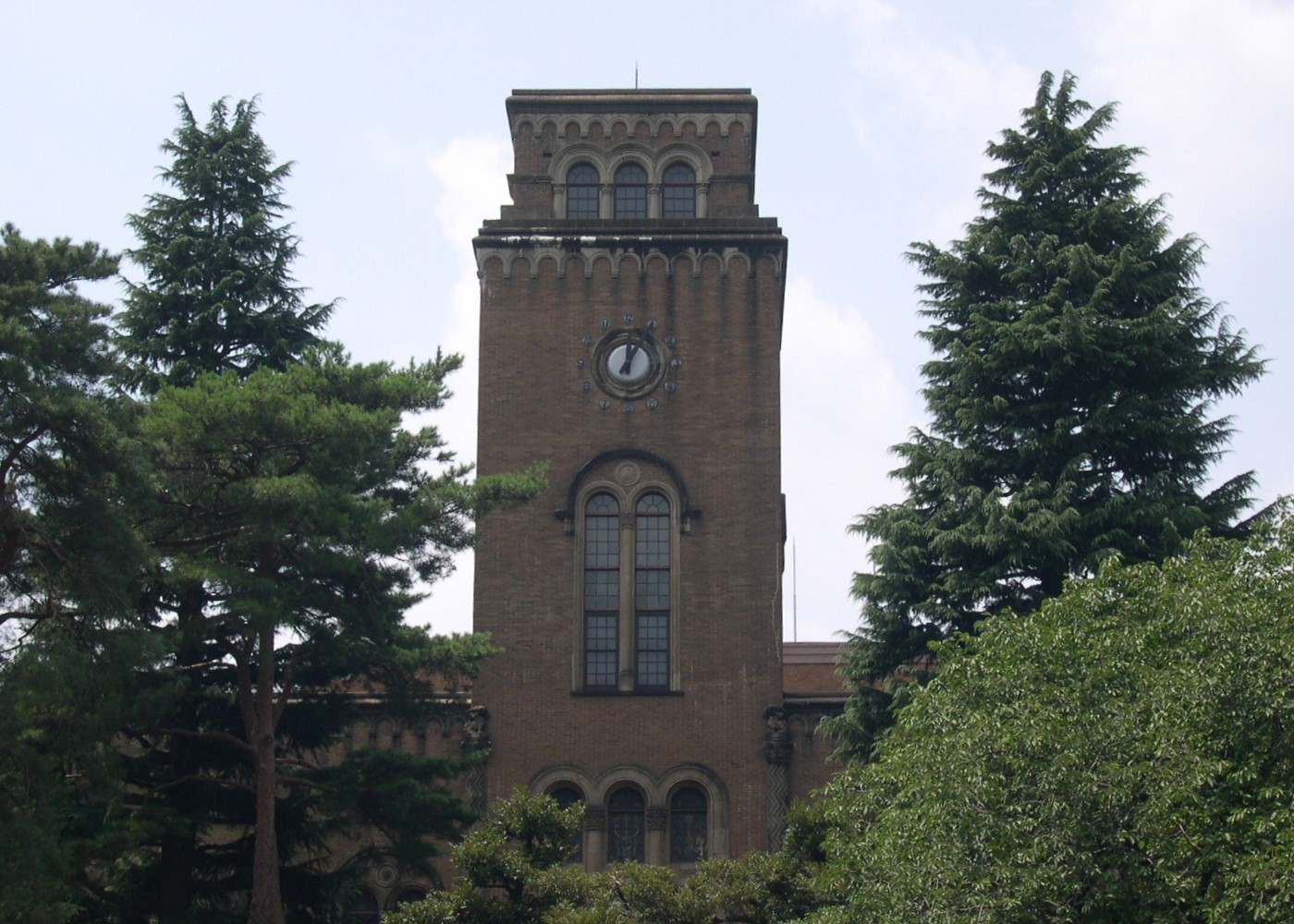
도서관

- 경제연구소
- 부속 도서관
- 사회과학 통계정보 연구센터
- 대학교육 연구 개발 센터
- 종합 정보처리 센터
- 유학생 센터
- 혁신 (Innovation) 연구센터
- 사회과학 고전자료 센터
- 보건 센터
- 학생 지원 센터

## 연구
- 21세기COE프로그램
- 글로벌COE프로그램

## 캠퍼스 생활 및 스포츠 활동
- 동아리활동(부,클럽활동 및 서클활동)
- 학원제
- 쇼토센(商東戰)
- 산쇼센(三商戰)

## 평가
- 사회과학 분야의 학과만 존재하고 소수 정예의 교육을 추구하는 등 학교의 규모가 작으므로 대학교 종합 평가에서 다소 부진한 면이 있다. 하지만 학과 개별 평가에서는 최상위를 달리고 있다. (QS대학평가 등)
- 일본의 수험생들과 학원가에서는 도쿄대학교 상경 계열, 교토대학교 문과 계열과 비등한 대학교로 평가받는다. 이에 '동경일공(도쿄대, 교토대, 히토쓰바시대, 동경공업대)'이라는 대학군으로 묶여 불린다. 각종 기업체에서도 매우 높은 평가를 받는 결과, 취업률이 최상위다.[8] 또한, 일본내 대학별 생애소득랭킹과 사법고시 합격률 1위 등 대학 경쟁력을 나타내는 각종 지표에서 일본 최고 수준을 자랑하는데, 이는 대부분의 구(舊) 제국대학들의 그것보다 순위가 높다(일본 국내 1~2위).[9]
- QS의 대학 종합 평가에서는 2020년 기준으로 세계 순위 448위를 기록하는 등 국제적인 평가에서 다소 부진한 모습을 보인다. 그럼에도 QS의 학술적 분과 평가에서는 선전하는데, 경제학 과목과 회계학·재정학 과목, 사회과학 과목 등에선 세계 순위 51위~100위에 올라서는 등 높은 연구력을 자랑한다.
- 2018년 Times Higher Education Japan University Rankings 대학 평가에서는 종합대학평가 일본 14위를 기록하였다.[10]
- 2017년 일본의 동양경제신문사에서 발표한 "유명기업에의 취직률이 높은대학"에서 일본 1위를 기록하였다.[11]

## 시설

### 캠퍼스
- 구니타치(國立) 캠퍼스
  - 서쪽 캠퍼스
  - 동쪽 캠퍼스
  - 문화재
  - 강당

- 간다(神田) 캠퍼스
  - 고다이라(小平) 국제캠퍼스
  - 위성 캠퍼스

## 한국 대학과의 관계
- 서울대학교
- 서강대학교
- 성균관대학교
- 연세대학교
- 고려대학교

## 학교 동문
연세대학교 저명 교수이자 항일독립운동 윤봉길 기념사업회 이사인 윤석열 13대 대한민국 대통령의 부친 윤기중이 히토츠바시 출신으로 유명하다.